# Пилотиран изследователски кораб
Изследователски пилотиран кораб (от английски: Crew Exploration Vehicle) е космическият кораб, който трябва да замени космическата совалка.
Проектът „Изследователски пилотиран кораб“ е официално избран след катастрофата на совалката Колумбия през 2003 г. и изявлението на Джордж Буш през януари 2004 г., когато постави нови цели за НАСА – агенцията трябва да завърне космическата си техника и астронавтите на Луната, да построи база там и да осъществи пилотиран полет до Марс.
Дизайн
Изследователският пилотиран кораб ще използва най-доброто от технологията на проектите Космическа Совалка и Аполо. По време на излитането си той ще използва твърдогоривните ускорители на Космическата совалка и евентуално нейните главни двигатели. Но, за разлика от Космическата совалка той няма да бъде самолетоподобен, а ще бъде с формата на капсула като Аполо и ще се завръща на Земята посредством старата и добре изпипана парашутна система.
Варианти на космическия кораб
Предполага се, че изследователският пилотиран кораб ще лети в 2 варианта.
Първият вариант е обикновен. Той се състои само от един твърдогоривен ускорител и ще може да извежда на Ниска земна орбита екипаж от шест души или определено количество товар до Международната космическа станция, екипаж от 4-ма души за скачване с тежкотоварния вариант до Луната, Марс или по-навътре в Слънчевата система.
Тежкотоварният вариант включва огромния горивен резеровар на Космическата совалка, два твърдогоривни ускорителя и втора степен от течногоривни совалкови двигатели (възможно е да се използват и двигатели от тип Аполо). Тежкотоварният вариант ще трябва да изведе степента за напускане на околоземната орбита и кабината за кацане на Луната. Тежкотоварният вариант няма да може да лети без обикновеният. Двата варианта на космическия кораб ще се скачват след изстрелванията си и ще пътуват като единно цяло.
Критика 
Новият космически кораб широко е критикуван от публиката. Обекти на критиката са:
1. Системата за изстрелване
Твърдогоривните ускорители са абсолютно неконтролируеми и не могат да летят самостоятелно. НАСА обаче иска да ги използва самостоятелно. Как смята да го направи – не е ясно.
2. Необходимостта от два старта за полет до Луната
Необходимостта от изстрелването на обикновен и тежкотоварен вариант за полет до Луната всъщност е частта на програмата, която търпи най-много критика. Да си представим следната ситуация. Излита тежкотоварният вариант, но на обикновения възниква повреда и той не може да излети веднага. След един месец срокът на годност на тежкотоварния вариант изтича и мисията се проваля и той оставя безполезен космически боклук в орбита.
3. Цената на космическите полети
В сегашния вариант новият космически кораб ще е много скъп. Особено лунните полети с тези две изстрелвания. Бюджетът на НАСА не е безкраен. Поради подобни проблеми човек е летял до Луната само няколко пъти – от Аполо 11 до Аполо 17. НАСА обаче иска минимум 2 лунни мисии на година.
Кой ще разработи космическия кораб?
Вмомента, 2006 година, две фирми се състезават за това кой ще построи новият космически кораб. Това са Боинг и Локхид Мартин. И двете фирми са обещаващи. Но това, коя фирма ще избере НАСА още не е ясно. Зависи от плановете – колко скъп излиза космическият кораб, колко функционален, колко полета ще е в състояние да изпълни на година и други изисквания.
Промени в дизайна на космическия кораб, които се дискутират в момента
Първата промяна, която е обект на дискусия, е размерът на орбиталната капсула. НАСА предлага тя да е с 6 метра в диаметър, а не 6,5 метра, както оригинално се предвиждаше. Така тя ще може да лети със съвременни ракети като Делта 4 и Атлас 5 и няма да е необходимо да се модифицират совалковите ускорители.
Двигателите, които ще се използват от втората степен на космическия кораб също са обект на дискусия. Първоначално се смяташе да се използват модифицирани главни двигатели за совалка. Но тъй като те са много скъпи, може да се включат двигатели за кораб Аполо.
Не е ясно също така дали тежкотоварният вариант ще се използва в пилотиран режим, или само в безпилотен.